# Günzburg
Günzburg város Németországban, azon belül Bajorországban. Lakosainak száma 21 865 fő (2023. december 31.). Günzburg Kötz, Bubesheim, Offingen és Rettenbach községekkel határos.

## Népesség
A település népessége az elmúlt években az alábbi módon változott:
| Lakosok száma | 5977 | 17 820 | 13 528 | 19 454 | 19 676 | 19 858 | 20 289 | 20 707 | 21 233 | 21 865 |
|               | 1925 | 1970   | 1975   | 2011   | 2013   | 2014   | 2016   | 2019   | 2021   | 2023   |

## Fekvése
Ulmtól északkeletre fekvő település.

## Történelme

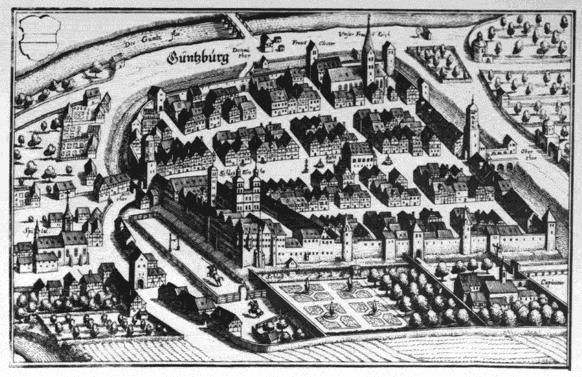
Günzburg 1643-ban

Günzburg és környéke már a neolitikum óta a lakott helyek közé tartozik, az itt talált kelta és más korból való ősi temetkezési halmokból ítélve.
Később az 1. században Günzburgban a rómaiak Guntia néven erődöt építettek a Duna határának védelmében. A római időkben legalább két ízben egymást követő erőd is épült itt; az első körülbelül 77 táján, a második 260 körül, az Alamannen betörések idején, melyek a közeli fontos dunai-átkelő biztosítására szolgáltak.
Günzburgban a kora római időkben a "II Flavia milliaria", erős római elit lovas egység állomásozott (később az egység Heidenheimbe, majd Aalenbe költözött). Úgy gondolják, hogy Guntia a rómaiak dunai flottájának támaszpontja is volt, amellett az erőd körül egy nagyobb, polgári település (Vicus) alakult ki római úthálózat mellett. Az itt feltárt római temetkezések kiterjedt ásatásainak anyaga a helyi történeti múzeumban tekinthető meg. Ez az egyik legnagyobb kiásott római temetkezési hely az Alpoktól északra (több ezer temetés).
Körülbelül 488-ban Odoacer elrendelte a rómaiak visszavonulását Raetiából. 493-tól többségében az osztrogótok éltek ezen a területen, akiknek 536-ban át kellett adnia a területet a frankoknak.
A Günz folyónak a Dunába ömlésénél fekvő fontos dunai átkelő birtoklásáért évszázadokon át folytak a harcok, majd a Habsburg-dinasztia vette birtokba 1304-ben és meg is tartotta öt évszázadon át, egészen 1806-ig.
A Pozsonyi béke alapján a Bajor Királysághoz csatolták.
Günzburg dombtetőre épített erődített vára a 16. századi reneszánsz alakjában maradt fenn. A mellette emelkedő nyolcszögletű reneszánsz torony kapunyílása kora gótikus; három emeletén körben kis ablakokkal és zsindelytetővel. Az itt levő kapu az óvárosba vezet, amely lényegében máig megőrizte zárt, középkori beépítettségét.
A Miasszonyunk temploma (Liebfrauenkirche) massziv tornya mellett eltörpül a kettős tetőszerkezetű másik városkapu.

## Galéria

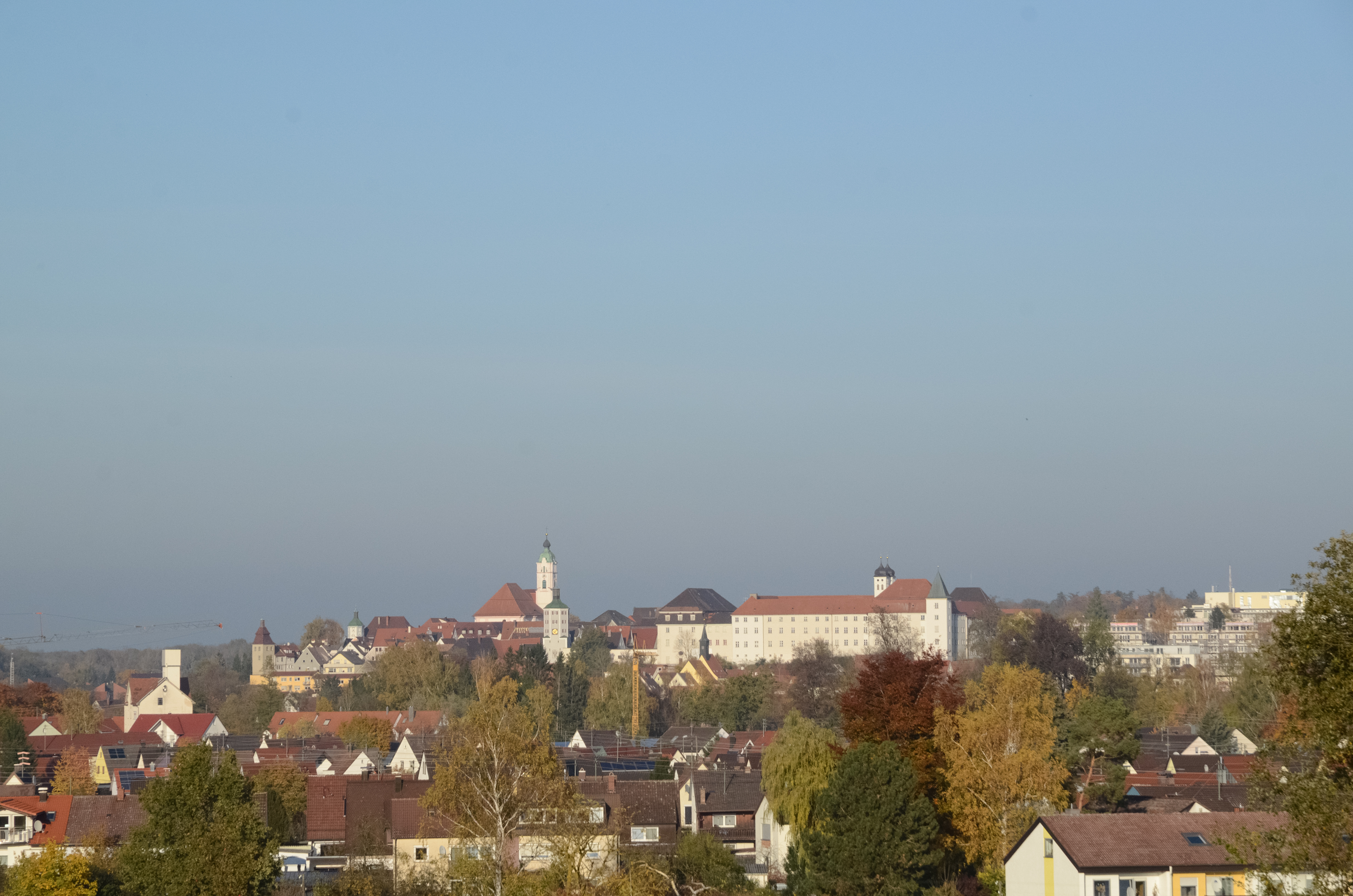
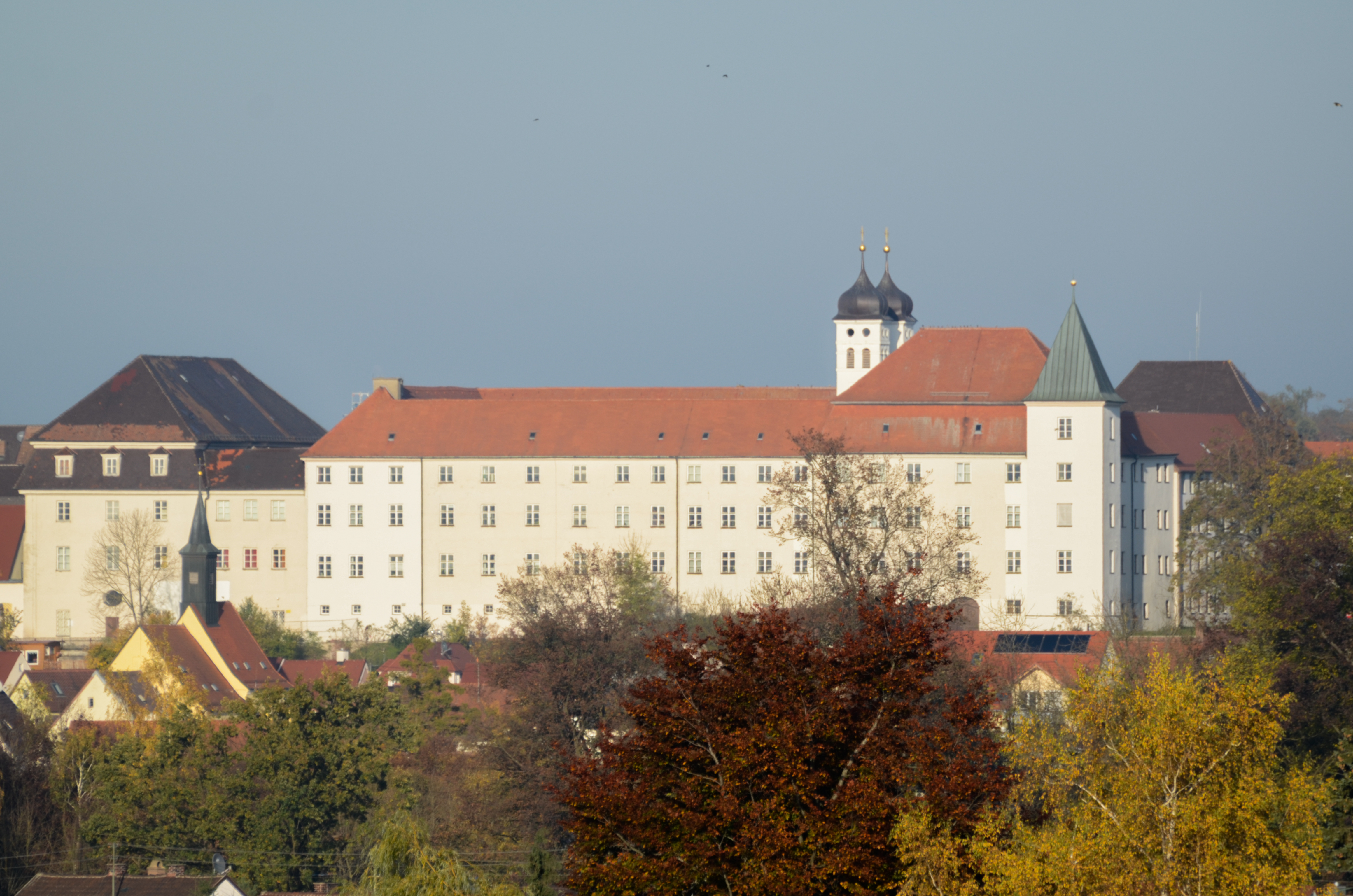
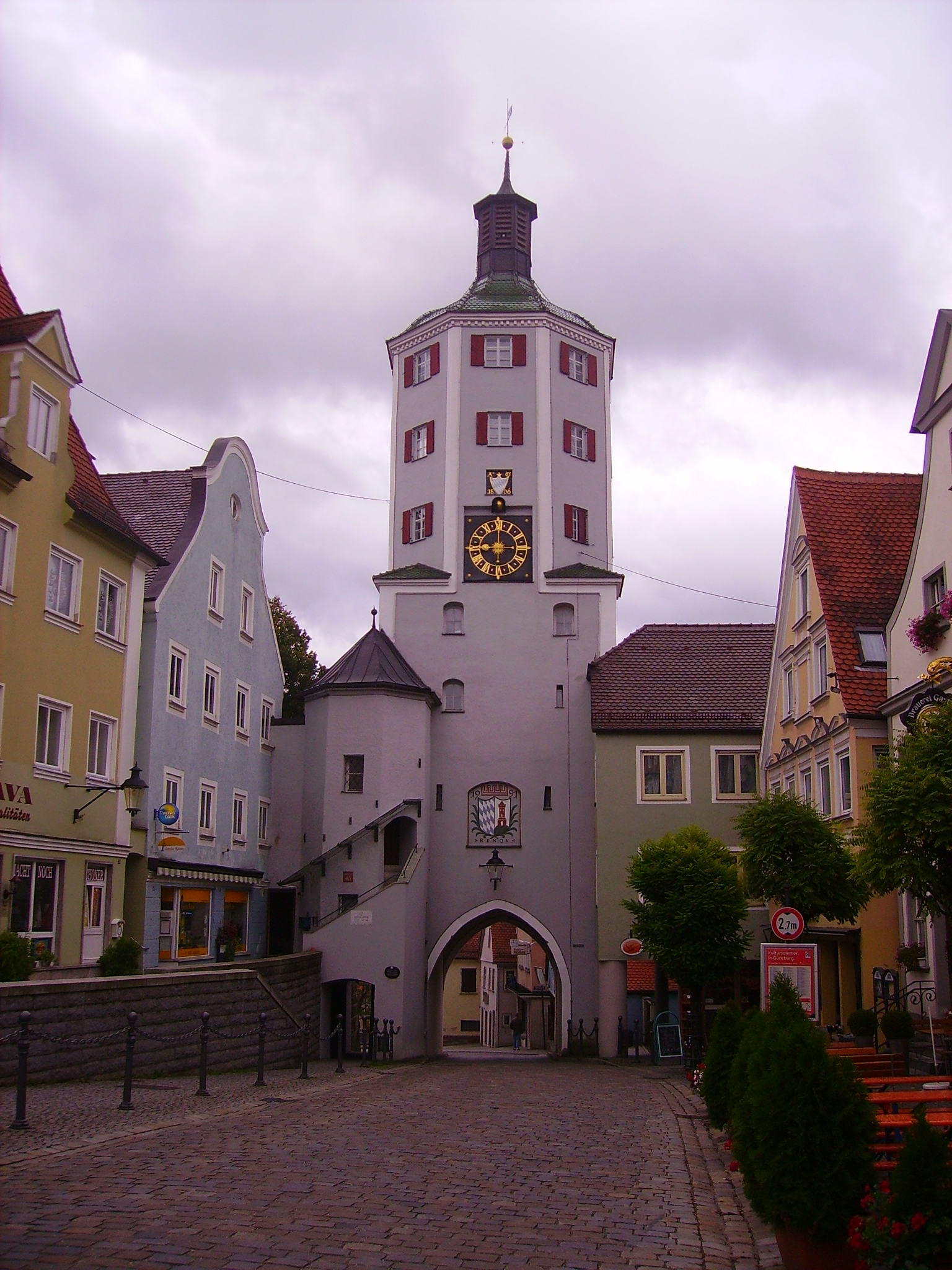
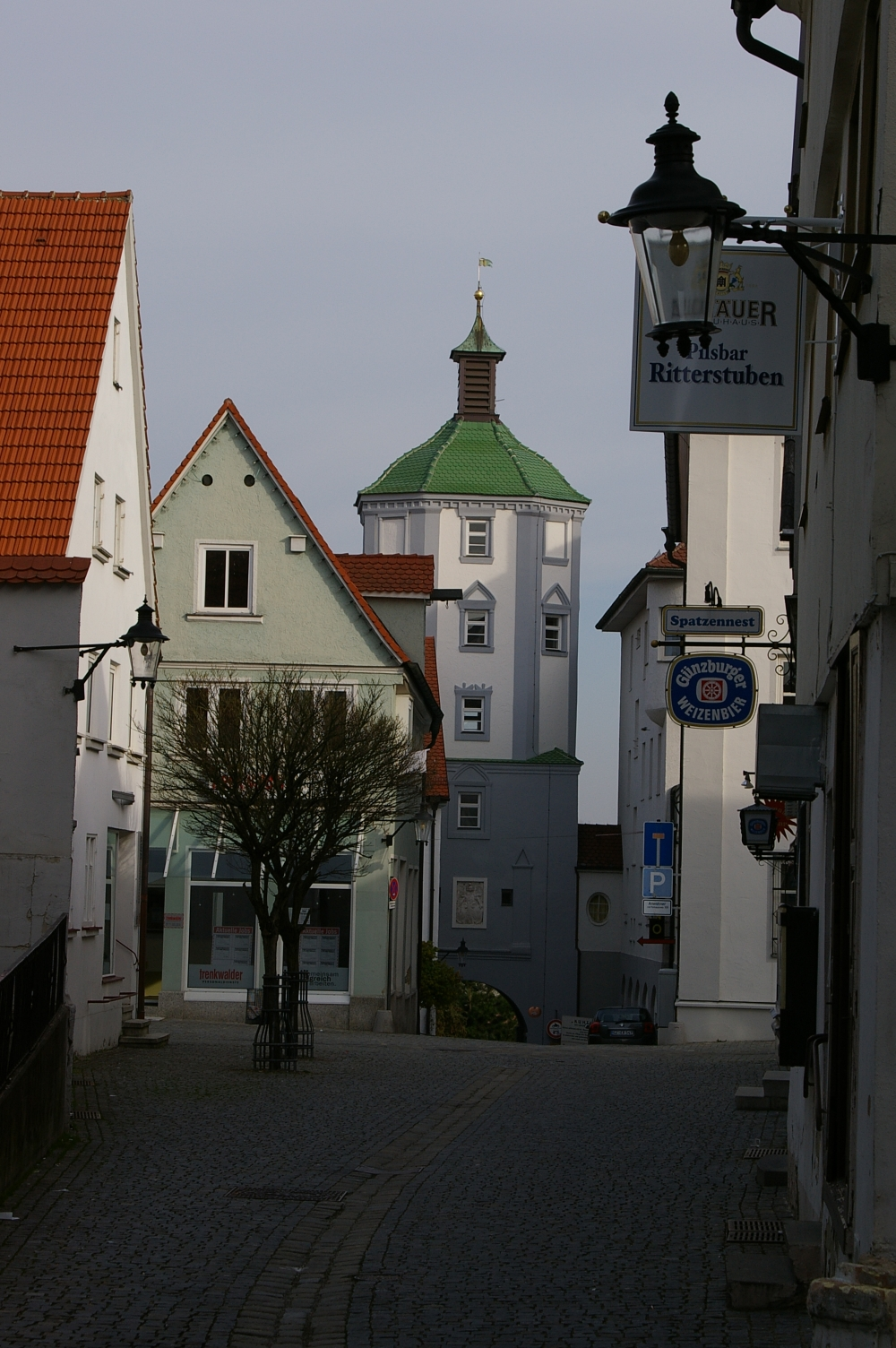
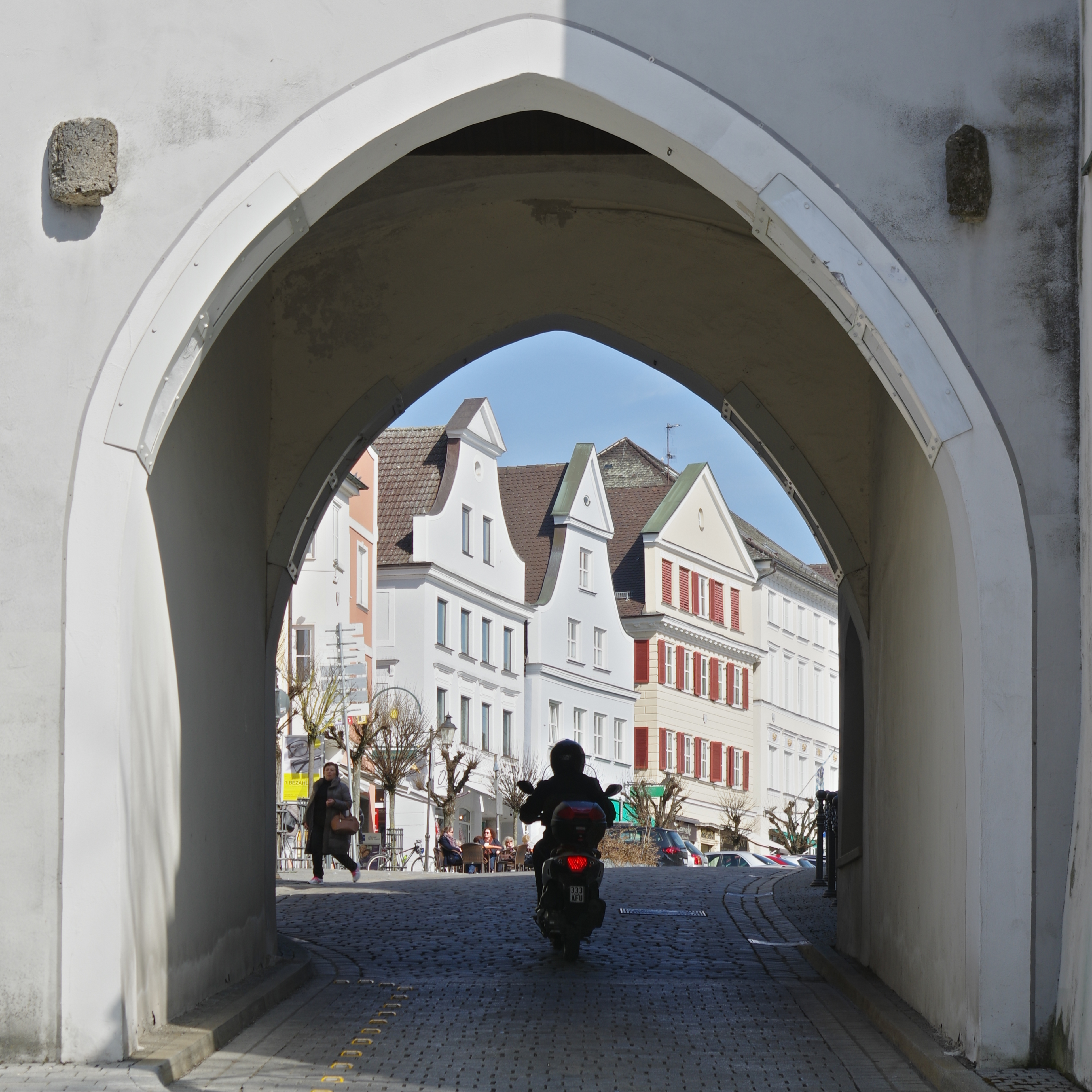
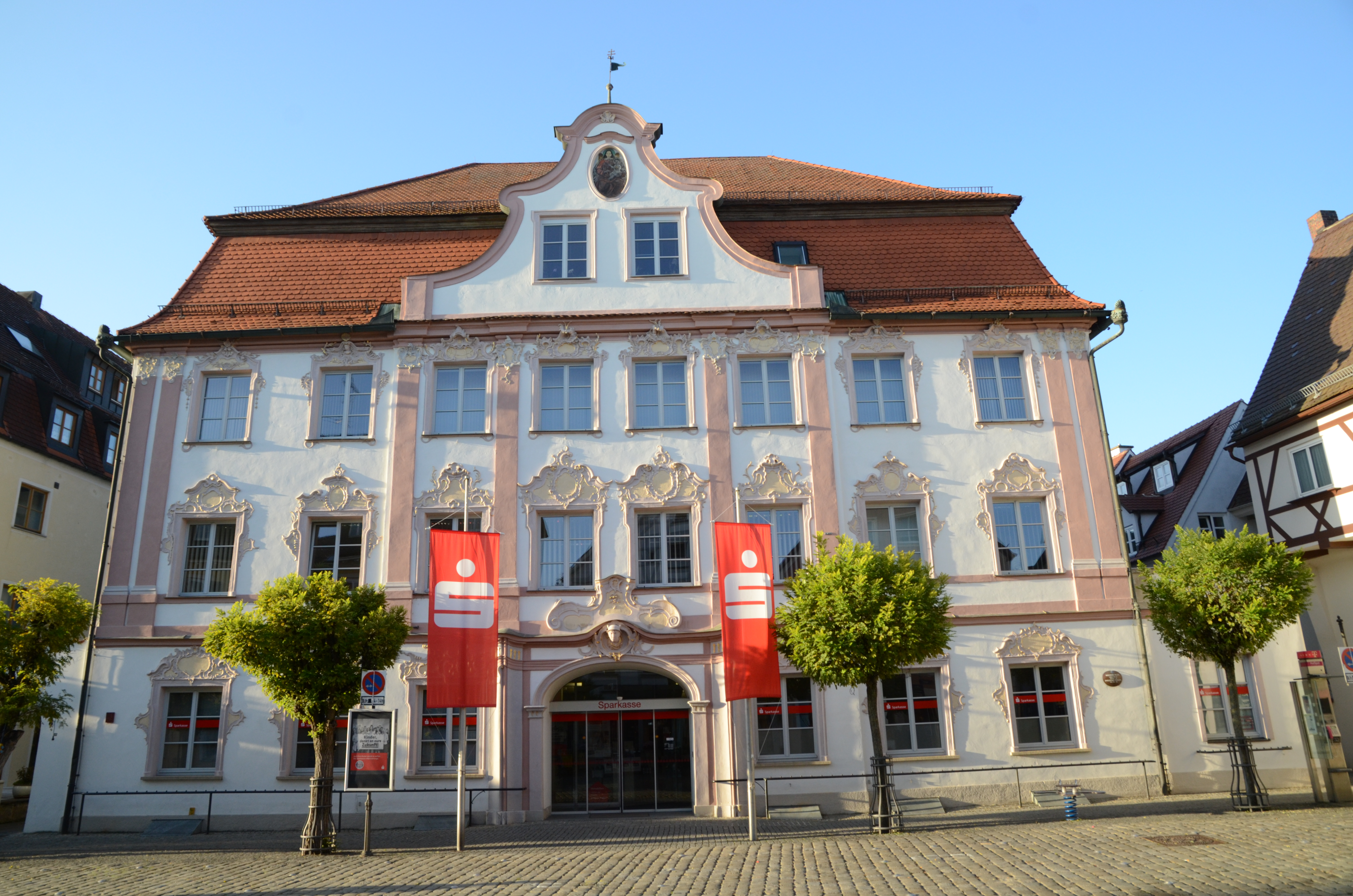
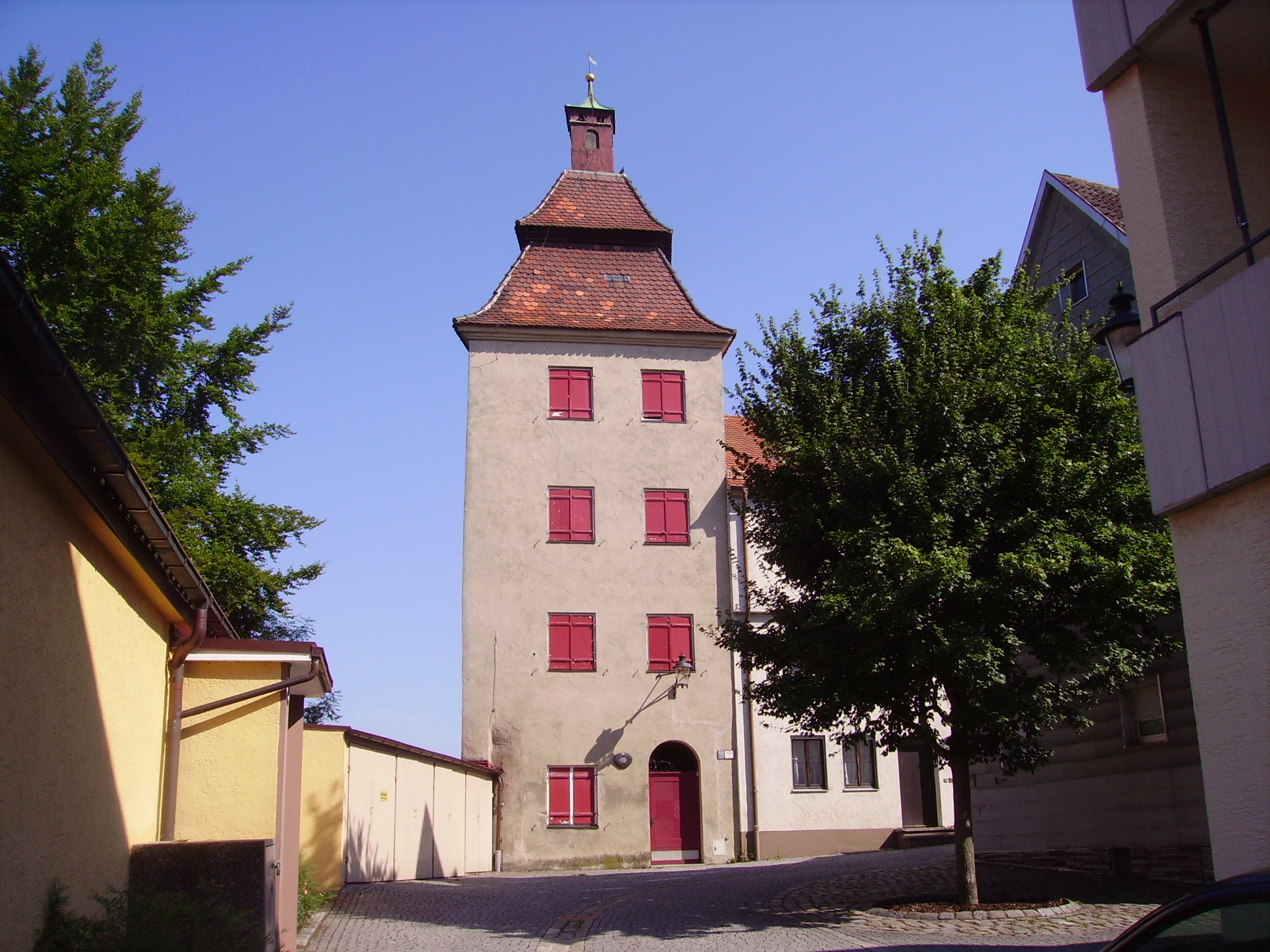
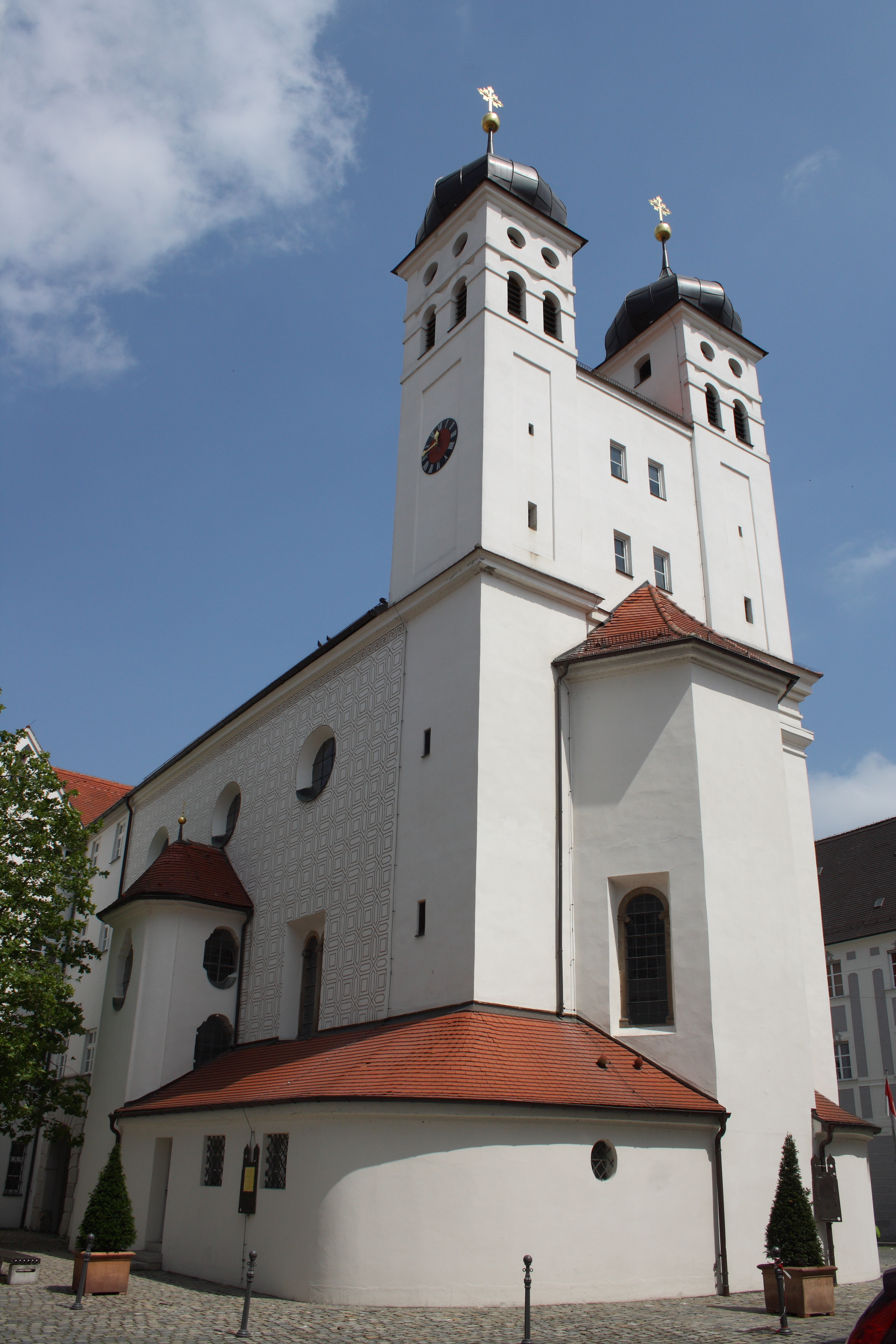

## Legoland

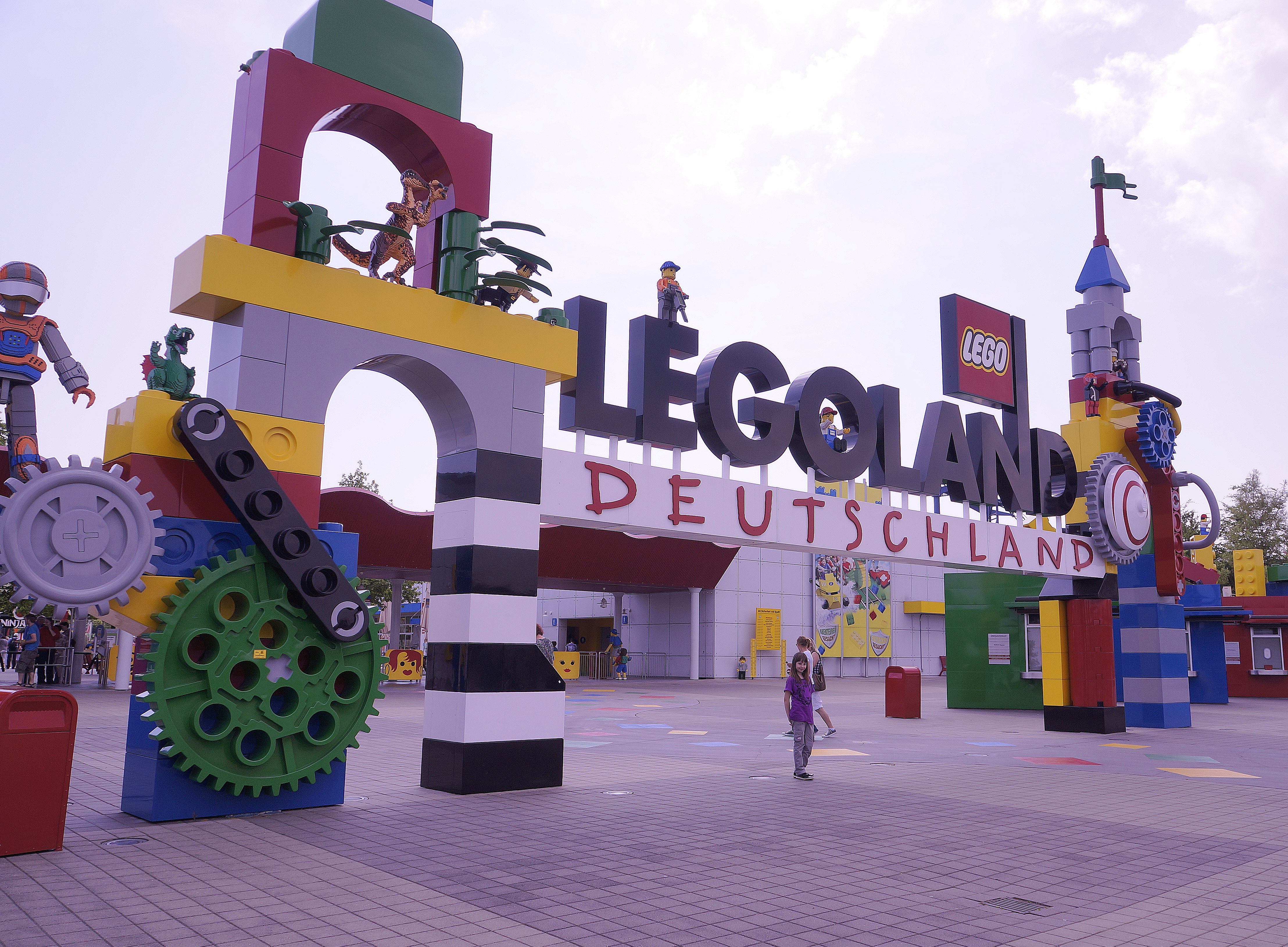
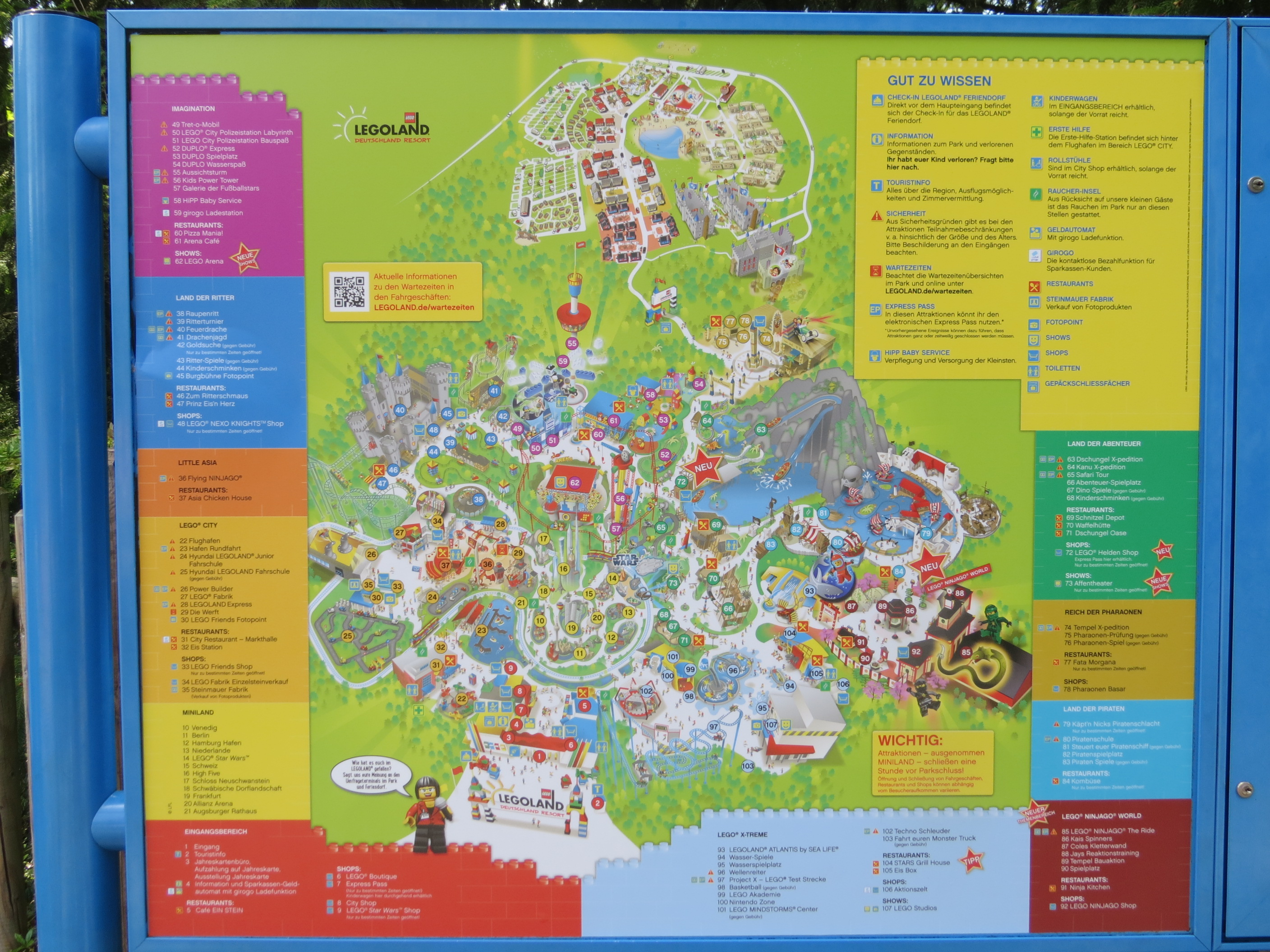
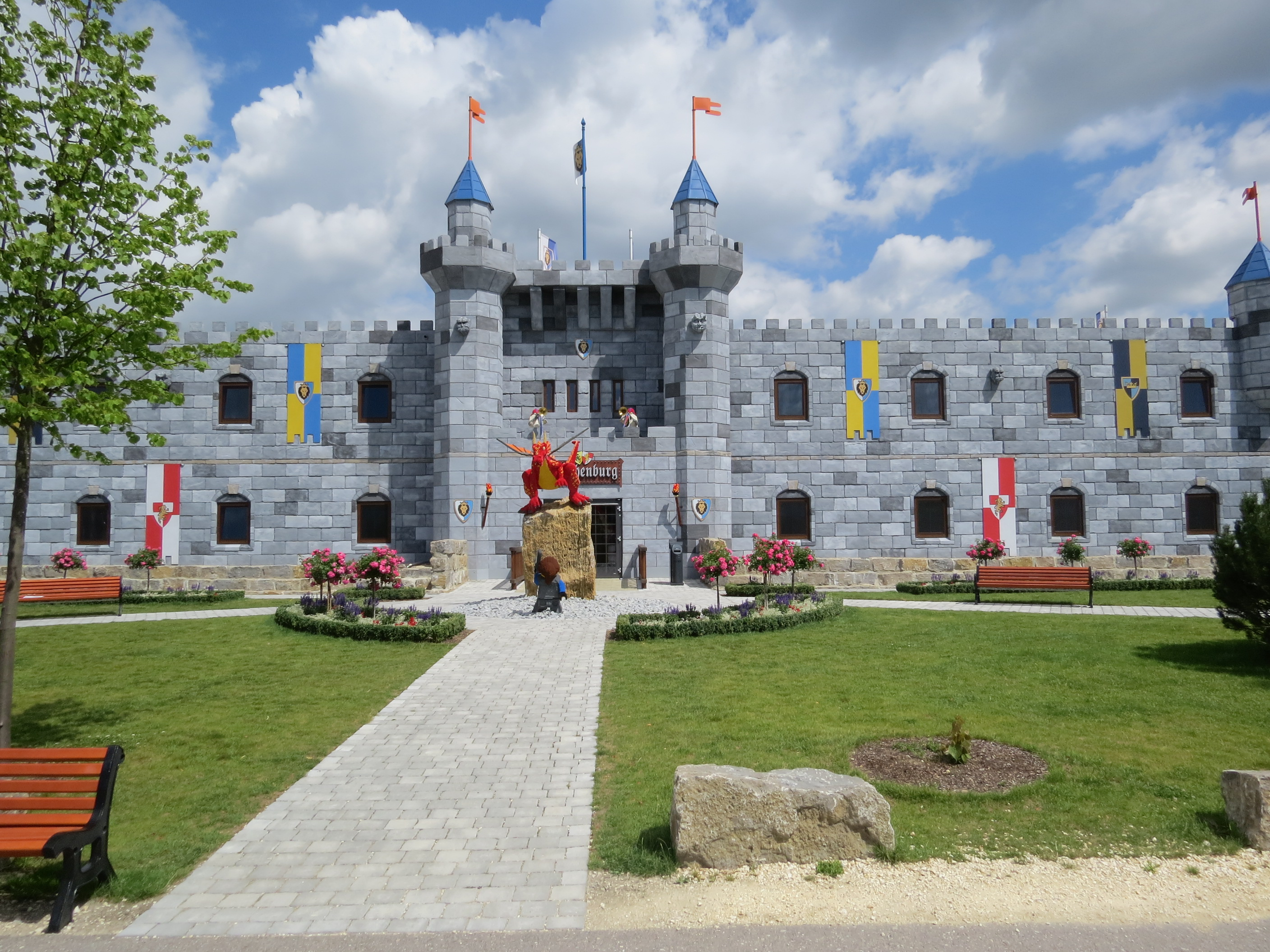
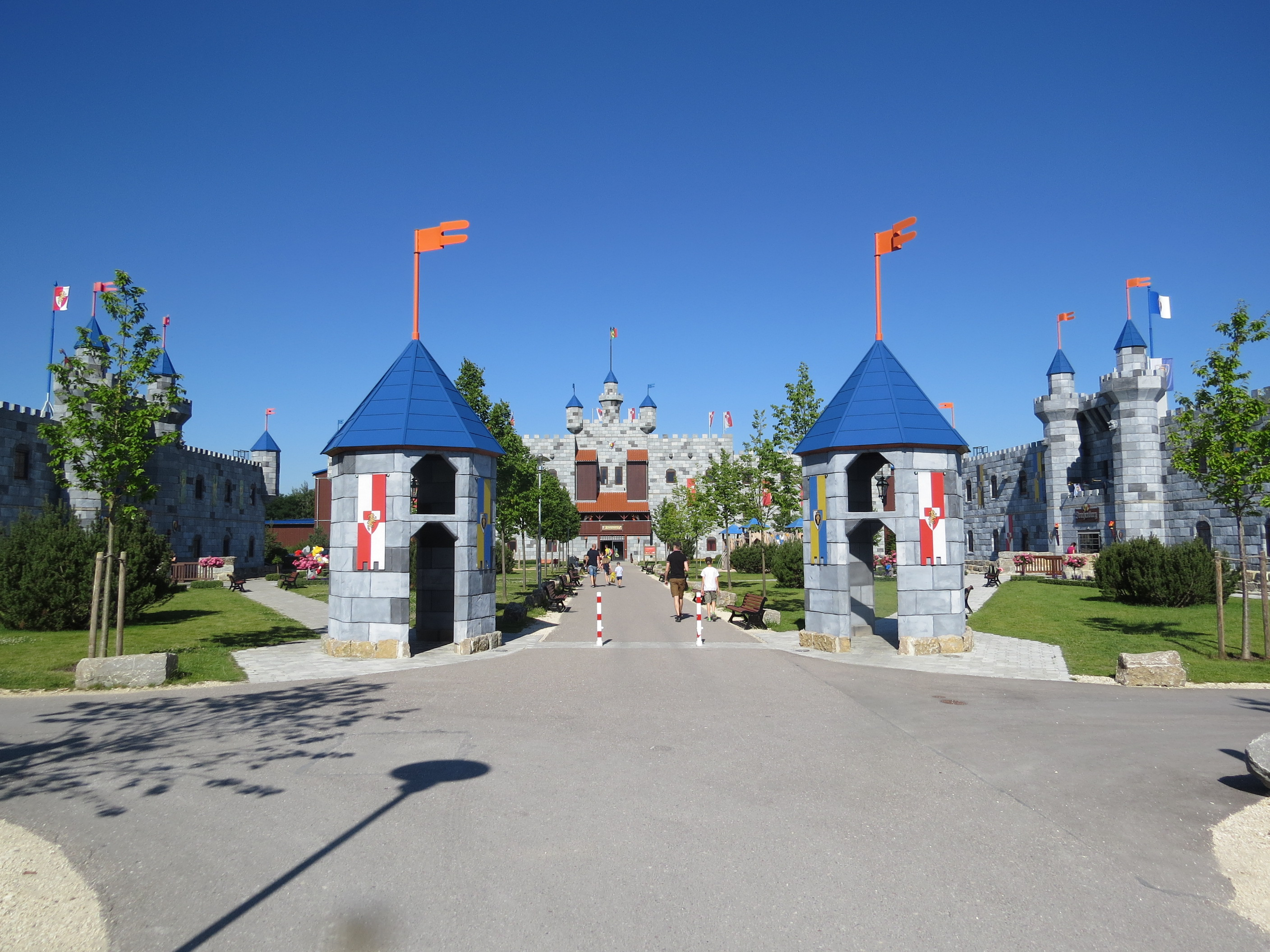
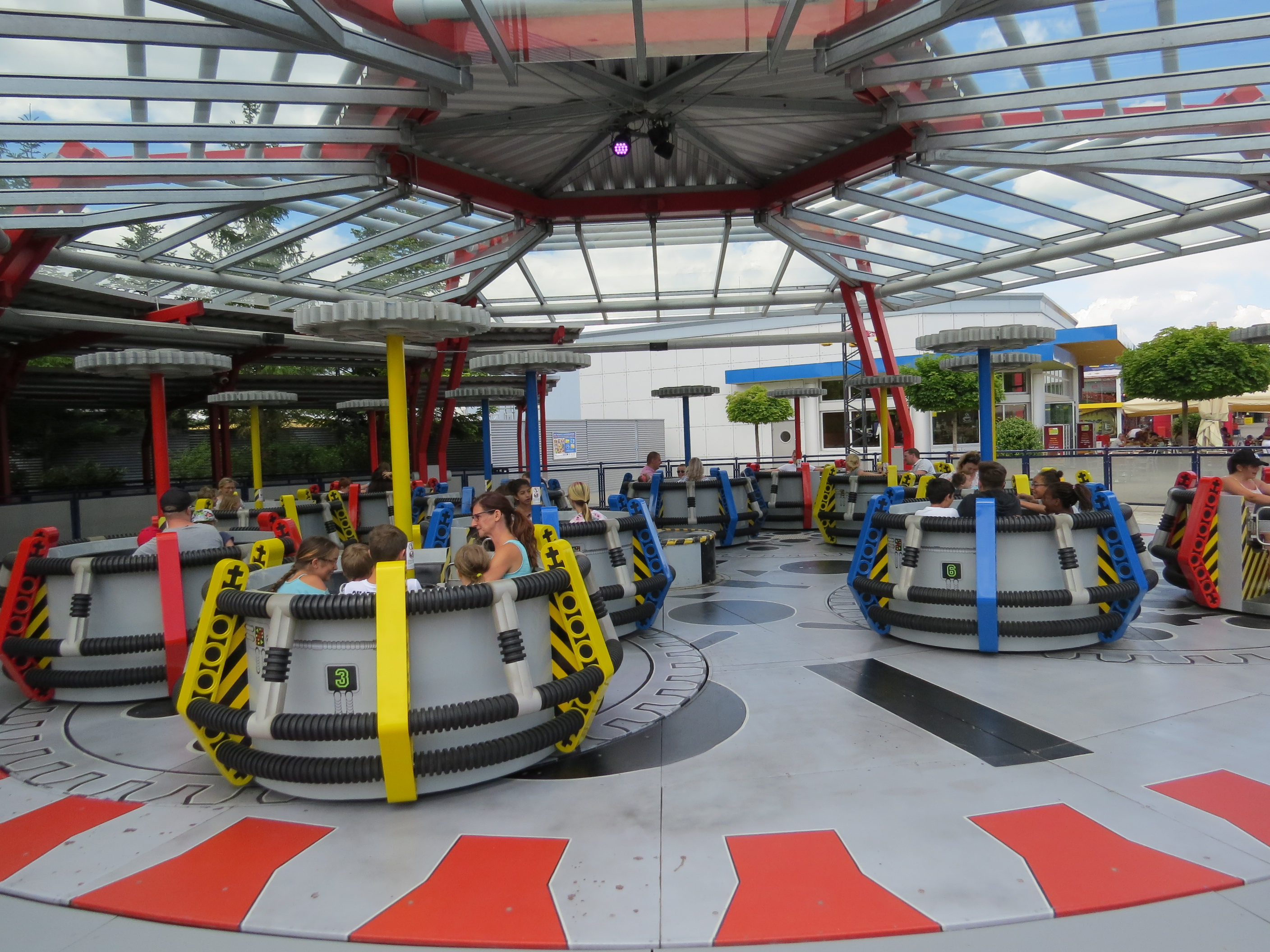
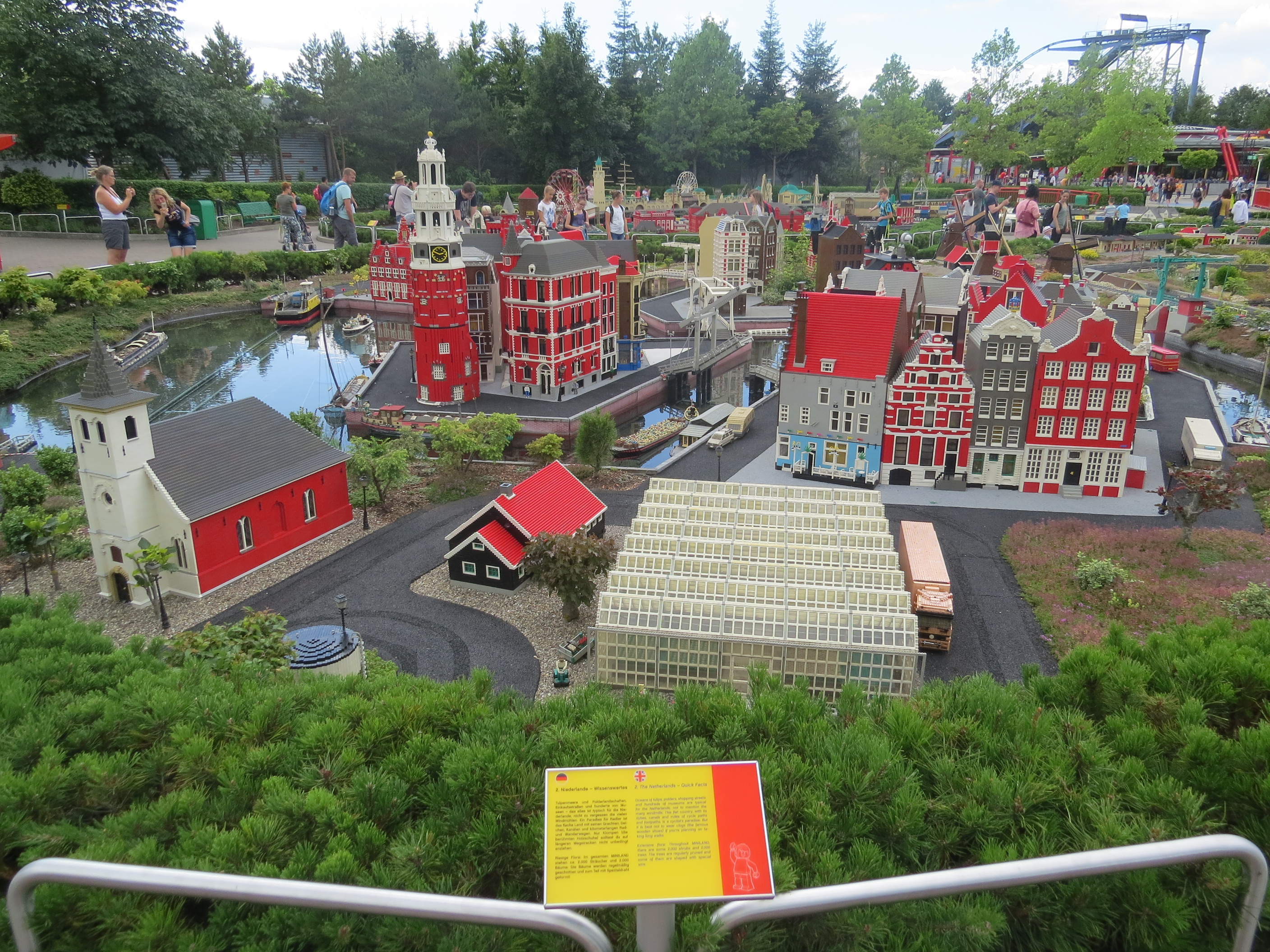
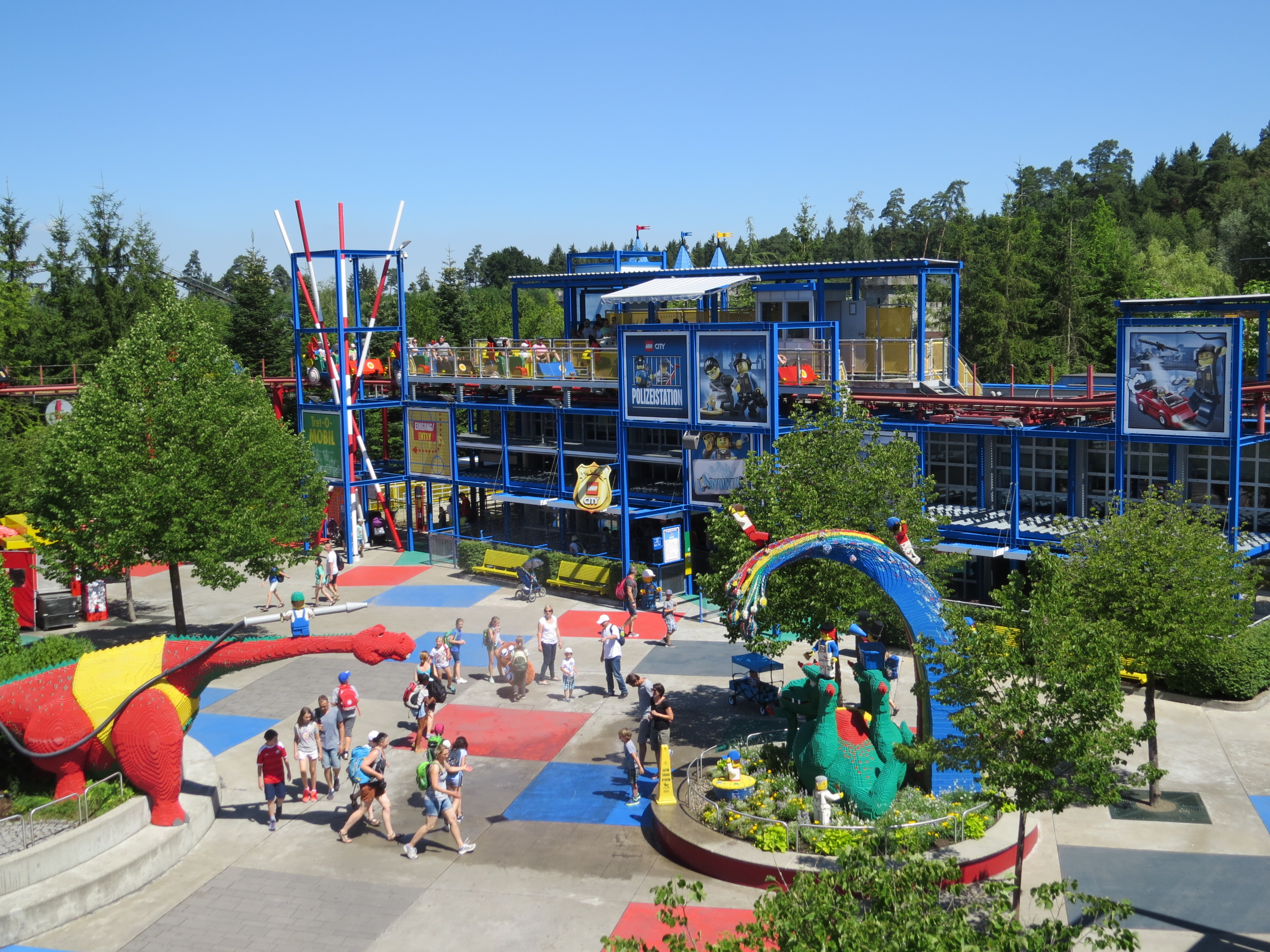

## Városrészek
- Deffingen
- Denzingen
- Leinheim
- Nornheim
- Reisensburg
- Riedhausen
- Wasserburg (Günz)

## Közlekedés

### Közúti közlekedés
A várost érinti az A8-as autópálya.

## Nevezetességek
- Markgrafenschloss - a dombtetőre épített vár.
- Miasszonyunk temploma (Liebfrauenkirsche) - a reneszánsz formákat kora barokk elgondolás szerint egyszerűsítő hatalmas templom 1736-1741 között épült Dominikus Zimmermann tervei szerint.
- Günzburgi Legoland